# Faramea hondurae
Faramea hondurae är en måreväxtart som beskrevs av Paul Carpenter Standley. Faramea hondurae ingår i släktet Faramea och familjen måreväxter.
Artens utbredningsområde är Costa Rica. Inga underarter finns listade i Catalogue of Life.